# 和歌山県歯科衛生士専門学校
和歌山県歯科衛生士専門学校（わかやまけんしかえいせいし-）は、一般社団法人和歌山県歯科医師会が運営する和歌山県和歌山市にある専修学校。和歌山県唯一の歯科衛生士養成所/養成学校である。

## 沿革
- 1970年 和歌山県歯科衛生士学院として開校
- 1981年 現校名となる
- 2007年 3年制となる

## 学科
- 歯科衛生士科（募集人員40人）

## 所在地
- 〒640-8287 和歌山市築港1丁目4-7

最寄り駅は、南海本線和歌山市駅